# Анакаона
Анакаона (Anacaona), відома як Золота Квітка (1464 — бл. 1504) — касика таїно, правителька області Харагуа, лідерка опору індіанських племен іспанським конкістадорам на острові Еспаньйола (Гаїті), авторка віршів і пісень. Національна героїня Домініканської Республіки.

## Життєпис

Полонена Анакаона

Анакаона народилася 1474 року в Харагуа в родині вождів.
Після полону й смерті свого чоловіка, касика Каонабо, Анакаона втекла на батьківщину, в Харагуа, де володорював її брат Бехечіо, один із п'яти верховних касиків на острові. Бехечіо розділив владу з сестрою. Після смерті брата Анакаона стала єдиновладною правителькою в Харагуа.
Анакаона була «дуже хороброю жінкою, великої душі й розуму». Їй підпорядковувалися понад триста родових старійшин — касиків. Розумна й вольова правителька користувалася авторитетом, любов'ю підданих і славилася красою. Її ім'я з мови індіанців таїно перекладалося як «Золота Квітка». За правління Анакаони іспанські поселенці та жителі Харагуа співіснували та одружувались.

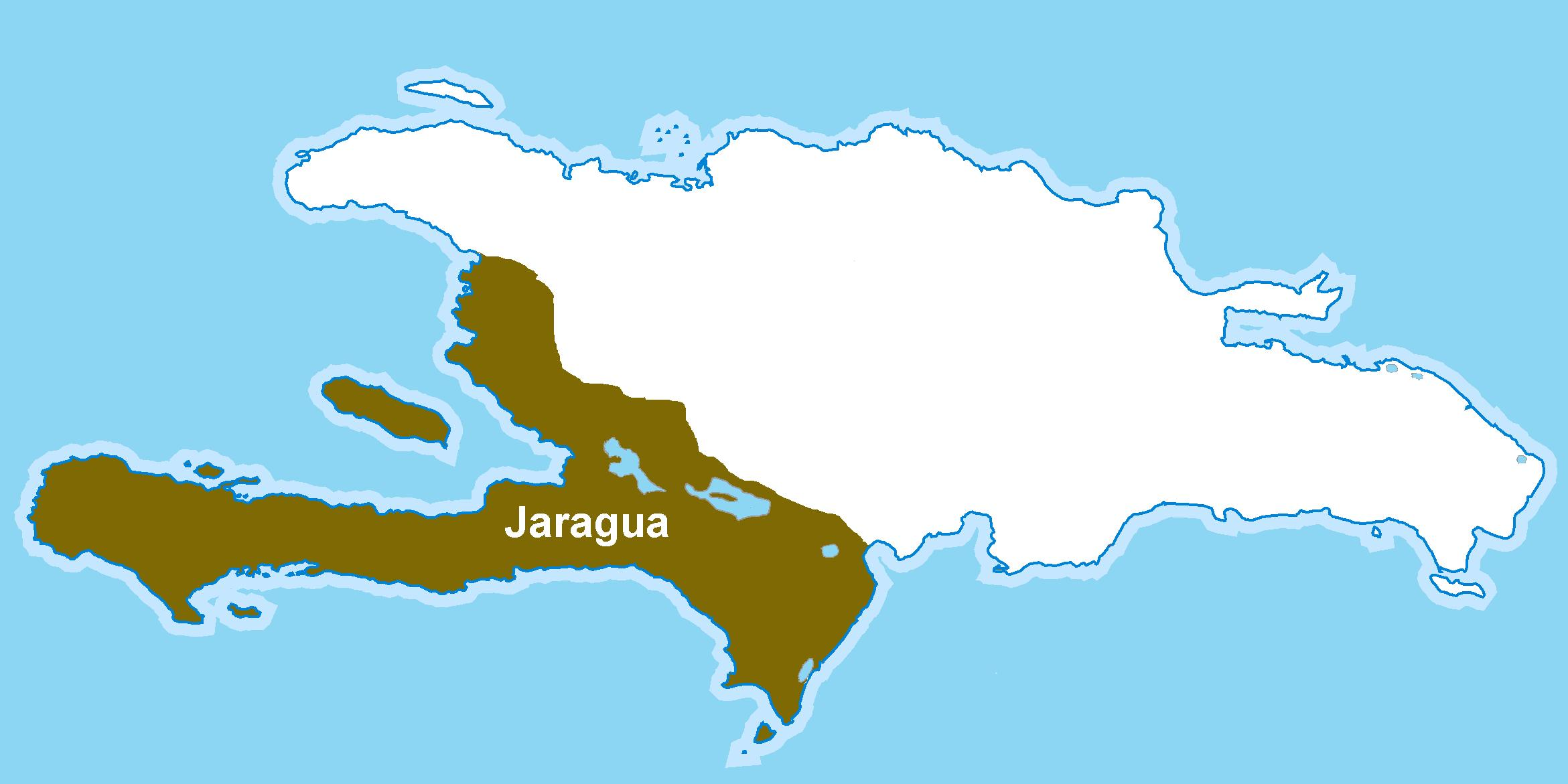
Область Харагуа на острові Гаїті, де правила Анакаона

Восени 1503 року новий іспанський губернатор Еспаньйоли Ніколас де Овандо з великим військовим загоном (70 кавалеристів і 300 піхотинців) прибув із візитом в область Харагуа. Правителька Анакаона приготувала іспанцям пишну зустріч і влаштувала «арейто», в якому взяли участь «більше трьохсот дівчат, її служниць, бо не захотіла, щоб в цих танцях, або арейто, брали участь чоловіки й одружені жінки або ті, що пізнали чоловіків».
Однак Ніколас де Овандо відгадав підступний план і вирішив винищити всю індіанську знать, яка прибула на свято. За сигналом губернатора іспанці оточили й узяли в полон саму Анакаону й 80 касиків у великому будинку. Індіанські вожді були спалені живцем. Через три місяці Анакаону повісили в Санто-Домінго. Іспанці жорстоко розправилися з рештою населення, переслідуючи тих, хто намагалися втекти. Багатьох індіанців схопили, вбили або зробили рабами.
Приголомшені цією розправою індіанці не чинили опору загарбникам, і вся область Харагуа була швидко завойована.

## Вшанування пам'яті

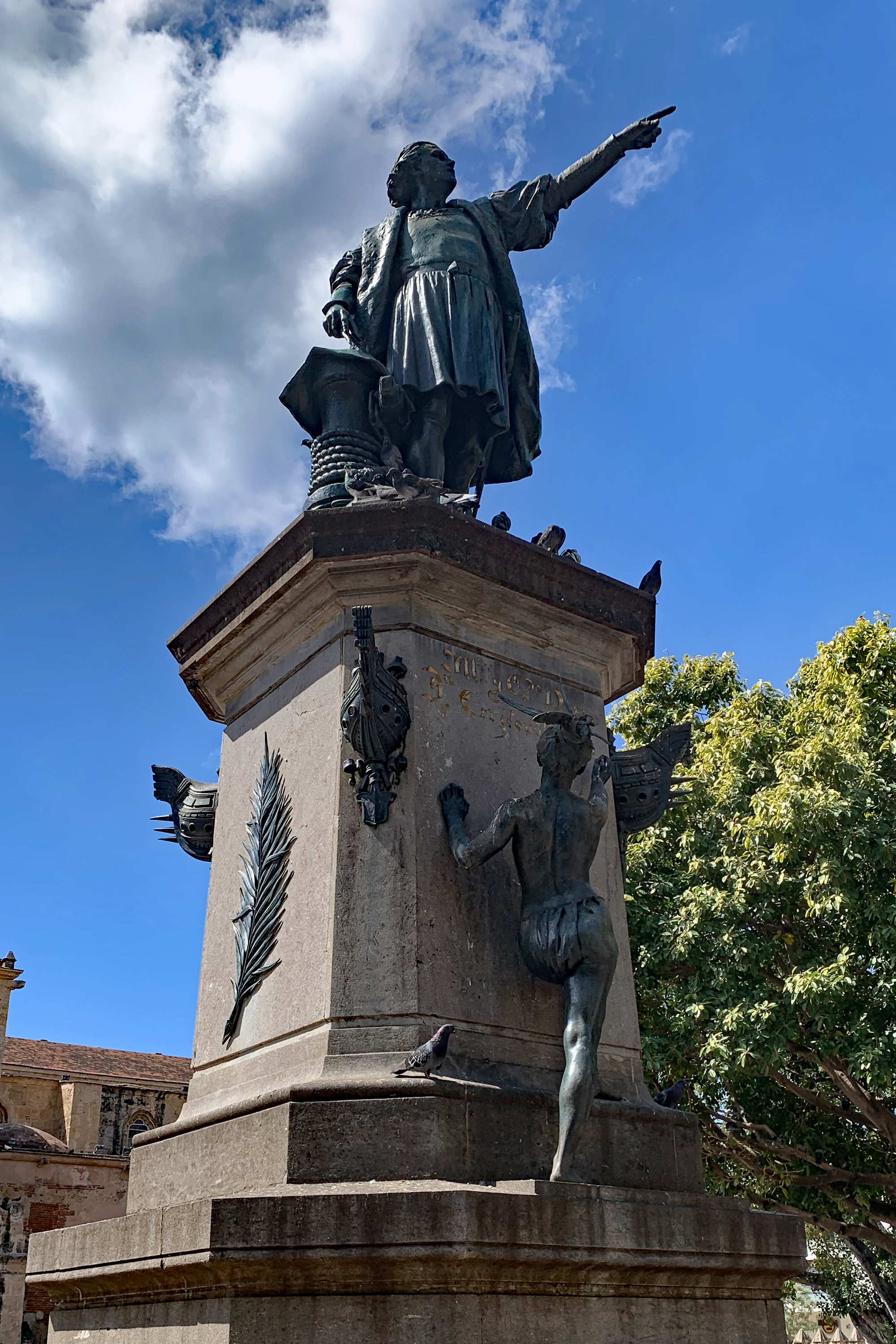
Пам'ятник Колумбу з фігурою Анакаони в Санто-Домінго (2020)

Анакаона в усній фольклорній традиції та літературі виступає в образі борчині проти колоніалізму, яка кинула виклик конкістадорам та родичам-чоловікам.
Сьогодні королева таїно є національною героїнею Домініканської Республіки. На площі перед Кафедральним собором Пресвятої Діви Марії в Санто-Домінго розташована бронзова статуя Колумба зі скульптурою Анакаони біля п'єдесталу, яка ніби піднімається до нього.
Одна із плиток масштабної феміністської мистецької композиції Джуді Чикаго «Поверх спадщини» присвячена Анакаоні.